# Semiothisa ballandrata
Semiothisa ballandrata là một loài bướm đêm trong họ Geometridae.